# Eueretagrotis inattenta
Eueretagrotis inattenta là một loài bướm đêm trong họ Noctuidae.